# Alexis Axilette
Alexis Axilette est un peintre français, né le 10 octobre 1860 à Durtal (Maine-et-Loire), et mort dans la même ville le 3 juillet 1931.

## Biographie
Alexis Axilette naît le 10 octobre 1860 à Durtal, une petite ville du Maine-et-Loire. Issu d'une famille modeste où son père était marchand, son avenir semblait tout tracé, loin du monde de l'art. Ses parents, qui rêvaient pour lui d'une carrière de clerc de notaire, furent pourtant surpris de découvrir ses talents pour le dessin. Après l’avoir encouragé à prouver ses capacités, ils soutinrent son choix de devenir artiste, une vocation qu'il embrassa avec passion et détermination. Cette ambition le conduisit à devenir l’un des peintres les plus remarquables de son époque.
Un début prometteur :
Dès l’âge de 16 ans, Alexis Axilette commence à travailler comme apprenti dans un atelier de photographie, retouchant à la main des clichés, une activité moderne pour l'époque. Parallèlement, il suit des cours du soir à l’École Municipale des Beaux-Arts d'Angers, où il se distingue par son talent et remporte plusieurs prix. Soutenu par ses professeurs, il obtient une bourse pour intégrer l’École des Beaux-Arts de Paris. Entre 1878 et 1880, il y apprend les principes néoclassiques sous l'influence du célèbre peintre Jean-Léon Gérôme, des enseignements qui marqueront profondément sa démarche artistique.
L’ascension vers la reconnaissance :
À 24 ans, Alexis Axilette franchit un tournant majeur dans sa carrière en remportant le prestigieux Premier Grand Prix de Rome avec sa peinture Thémistocle se réfugie chez Admète (1885), une scène historique magistralement exécutée. Ce succès, qui n’avait été atteint à un âge aussi précoce que par Fragonard, propulse sa carrière, marquée par des médailles d'or, des distinctions honorifiques, et la Légion d'Honneur. À partir de ce moment, il devient une figure centrale de la vie artistique et littéraire de la Troisième République, fréquentant les cercles mondains et les milieux financiers. Artiste accompli, il voyage à travers l'Europe et se forge une réputation internationale, devenant un portraitiste prisé, avec des commandes prestigieuses, notamment de la part de la cour impériale de Russie.
En 1898, il reçoit une commande d'État d'envergure : la réalisation d’un triptyque monumental pour le plafond du Musée Social, intitulé Humanité, Patrie et Muse. Cette œuvre, à la fois morale et équilibrée, incarne parfaitement les idéaux républicains de l'époque.
Contexte historique et artistique :
Sous la Troisième République, les arts étaient perçus comme un moyen privilégié de promouvoir la cohésion nationale. Le style académique d’Axilette, ancré dans les valeurs morales et patriotiques, s'accorde parfaitement avec cet objectif. Toutefois, la fin du XIXe siècle et le début du XXe siècle voient émerger de nouveaux courants artistiques tels que l'impressionnisme, le symbolisme et l'expressionnisme. L'attachement d’Axilette au classicisme et à une esthétique rigoureuse le place en décalage avec ces mouvements avant-gardistes qui favorisent l'expérimentation et la liberté créative. Ainsi, bien qu'il incarne parfaitement son époque, son art devient progressivement perçu comme désuet et dépassé.
Une transition vers les pastels :
Dans les années 1910, alors que les goûts artistiques évoluent, Alexis Axilette se tourne vers l'utilisation du pastel. Ce médium plus subtil et délicat lui permet d'explorer une sensibilité nouvelle tout en restant fidèle à son style académique. Ses œuvres de cette période, principalement des portraits et des paysages, témoignent de son désir de renouveler sa démarche tout en restant ancré dans la tradition classique. Ces pastels révèlent une maîtrise technique intacte et une volonté d'adaptation aux nouvelles tendances artistiques, bien que son style semble moins apprécié à cette époque.
L’oubli posthume :
Comme de nombreux artistes académiques, Alexis Axilette souffre de l'évolution des goûts au XXe siècle. L’art classique, autrefois vénéré, cède du terrain face aux avant-gardes, reléguant ses œuvres dans les réserves des musées. De plus, son image d'artiste mondain, associé à l’establishment de la Troisième République, n’a pas facilité sa postérité. Alors que des artistes comme Gauguin symbolisent la rébellion et l'innovation, Axilette reste perçu comme un représentant d’un académisme révolu.
Une œuvre à redécouvrir :
Alexis Axilette décède le 3 juillet 1931 à Durtal, la même ville où il était né. Aujourd'hui, son héritage perdure à travers ses œuvres conservées dans des collections privées et publiques : dessins académiques, croquis de nus, esquisses de portraits, paysages et tableaux historiques .Ces vestiges témoignent de son talent exceptionnel et de son dévouement à son art. Bien qu'il ait été une figure majeure de son époque, il demeure une personnalité méconnue aujourd'hui. Il incarne le destin de nombreux artistes : célébrés de leur vivant, mais progressivement oubliés par l’histoire. 

## Œuvres dans les collections publiques
- Paris, musée d'Orsay : Portrait de l'artiste, 1907, huile sur toile,
- Angers, musée des beaux-arts (donation de 1978)[1] :
  - Paysage avec moulin, 1873, huile sur toile ;
  - Portrait de jeune fille, 1877, dessin ;
  - Le Coin de la cheminée à Durtal, entre 1880 et 1931, huile sur toile ;
  - Pont sur la Vienne, entre 1880 et 1931, huile sur toile ;
  - Portrait de Madame Fleury, entre 1880 et 1931, huile sur toile ;
  - Silène entraîné par les nymphes, entre 1880 et 1931, huile sur toile ;
  - Quasimodo, portrait de Lievrat, 1881, huile sur toile ;
  - Portrait de Fernand Corot au chapeau de paille, 1883, huile sur toile ;
  - Vue prise de la villa Médicis à Rome, 1887, huile sur toile ;
  - Environs d'Albano, 1888, huile sur toile ;
  - Vieux château sur une colline, 1888, huile sur toile ;
  - Les Peupliers, 1890, huile sur toile ;
  - Le Bouquet d'arbres, 1893, huile sur toile ;
  - Étude de grand nu, vers 1894, huile sur toile ;
  - Femme nue, 1894, huile sur toile ;
  - Portrait de la femme à la fourrure, vers 1895, huile sur toile ;
  - Étude de femme nue, vers 1898, huile sur toile ;
  - Paysage de Moret-sur-Loing, 1898, huile sur toile ;
  - La Belle-mère, l'épouse et le jeune fils de l'artiste à Dammartin-sur-Tigeaux, 1899, huile sur toile ;
  - Portrait de Fernand Corot, 1889, dessin ;
  - Femme nue sortant du bain, entre 1900 et 1931, huile sur toile ;
  - Portrait de Mademoiselle Raffard, vers 1900, huile sur toile ;
  - Dammartin-sur-Tigeaux, 1903, huile sur toile ;
  - Environs de Chinon, 1904, huile sur toile ;
  - Le Pont à Chinon, vers 1904, huile sur toile ;
  - Portrait de Charles Victor, 1910, huile sur toile ;
  - Portrait de Madame Axilette, 1910, huile sur toile ;
  - Portrait de Paul Laurens, 1910, huile sur toile ;
  - Autoportrait, 1911, dessin.

## Galerie

Œuvres d'Alexis Axilette
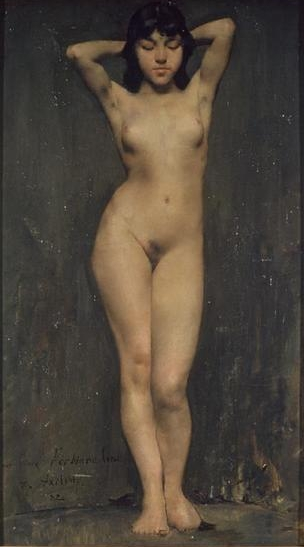
Académie (1882), huile sur toile, musée des beaux-arts d'Angers.
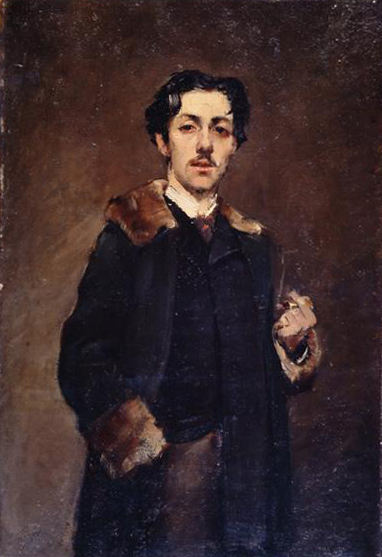
Portrait de Fernand Corot (1882), huile sur toile, musée des beaux-arts d'Angers.
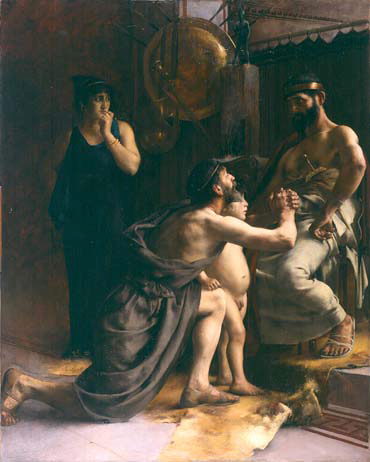
Thémistocle se réfugie chez Admète (1885), Paris, École nationale supérieure des beaux-arts.
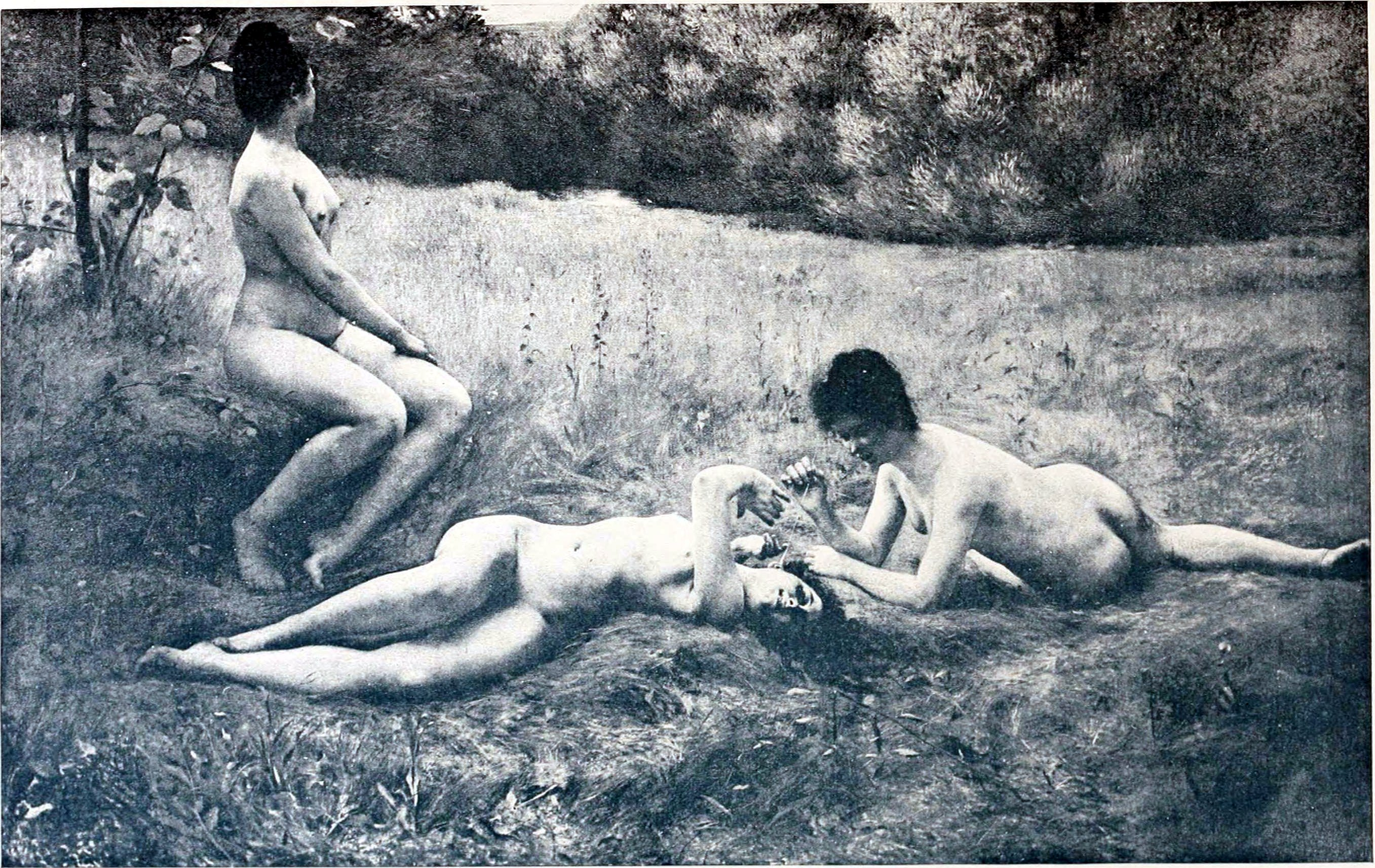
L'Été (Salon de 1888).